# 1,2-ブタンジオール
1,2-ブタンジオール (1,2-Butanediol) は、化学式 HOCH2(HO)CHCH2CH3 で表される有機化合物である。vic-diol (グリコール) に分類される。2位の炭素がキラル中心であるため、1,2-ブタンジオールには1対の鏡像異性体、すなわち、(S)-1,2-ブタンジオールと(R)-1,2-ブタンジオールとが存在し、これらはいずれも光学活性を有する。ただし、通常は光学分割されずに、これらの等量混合物であるラセミ体の状態で用いられる。なお、1,2-ブタンジオールのラセミ体は、常温常圧において、無色の液体として存在する。

## 製造
1,2-ブタンジオールは、1,2-エポキシブタンの水和により工業的に製造されている。
1,2-ブタンジオールは、ブタジエンからの 1,4-ブタンジオール製造の際の副産物である。また、デンプンやソルビトールなどの糖のエチレングリコールやプロピレングリコールへの接触水素化分解の副産物でもある。
1,2-ブタンジオールは、1859年にアドルフ・ヴュルツによって最初に述べられた。

## 応用
1,2-ブタンジオールに関して、ポリエステル 樹脂および可塑剤の製造の特許が取得されている。1,2-ブタンジオールは、いくつかのアミノ酸の前駆体であるα-ケト酪酸の工業生産のための潜在的な原料である。

## 危険性
ラットに経口投与した場合のLD50は、16 (g/kg)であった。